# Influence coréenne sur la culture japonaise
L'influence coréenne sur la culture japonaise fait référence à l'impact des influences continentales transmises à travers ou originaires de la péninsule coréenne sur les institutions, la culture, la langue et la société japonaises. Comme la péninsule coréenne a été le pont culturel entre le Japon et le continent asiatique durant une grande partie de l'histoire de l'Extrême-Orient, ces influences, supposées ou établies, sont présentes dans la culture japonaise dans des domaines divers. La Corée a joué un rôle important dans l'introduction du bouddhisme au Japon en provenance de l'Inde via le royaume de Baekje. Des nuances propres aux styles de l'art coréen (souvent, mais pas uniquement, en provenance de Chine) sont également perceptibles au début de la peinture et de l'architecture japonaises, et allant de la conception des temples bouddhistes au Japon à divers objets d'art comme les statues, les textiles, puis la porcelaine à partir du XVIIe siècle.

## Art
Au cours de la période Asuka, les artisans de Baekje fournissent une orientation technique et esthétique à l'architecture et aux arts japonais. Par conséquent, les plans de temples, les formes architecturales et l'iconographie sont fortement et directement influencés par des exemples de l'ancienne Corée,. De fait, la plupart des temples japonais à cette époque sont conçus dans le style de Baekje. La noblesse japonaise, qui souhaite profiter de la culture de l'autre côté de la mer, fait venir artistes et artisans de la Péninsule Coréenne (la plupart, mais pas tous, de Baekje) pour construire et décorer ses premiers palais et temples.
Parmi les premiers objets d'artisanat existants au Japon se trouve le Tamamushi no zushi, magnifique exemple d'art coréen de cette période,. Le sanctuaire est un temple miniature en bois d'un étage, destiné à être utilisé comme une sorte de reliquaire. Ce sanctuaire est ainsi nommé parce qu'il est décoré des ailes d'un scarabée irisé (tamamushi) fixées sur un liseré métallique, autre technique d'origine coréenne,,,,. L'ornementation ajourée en bronze doré du sanctuaire, incrustée des ailes irisées d'un tamamushi, est de type coréen.

### Architecture
L'Asuka-dera, plus ancien temple bouddhiste japonais construit sous la direction d'artisans originaires de l'ancien royaume coréen de Baekje de 588 à 596,, est calqué sur la disposition et l'architecture de Baekje. Et l'un des premiers grands temples au Japon, le Shitennō-ji, est conçu sur les types de l'ancienne Corée,.
En 601, le prince Shōtoku commence la construction de son palais, premier bâtiment au Japon à disposer d'un toit de tuiles. À côté de ce dernier, il fait construire son temple connu sous le nom Hōryū-ji. Il emploie un certain nombre d'artisans qualifiés, de moines et de concepteurs de Baekje pour ce projet,. Le temple devient son centre de dévotion personnelle où il étudie avec les prêtres bouddhistes Hyeja et Damjing du royaume coréen de Goguryeo; il abrite aussi des gens qui pratiquent la médecine, les connaissances médicales étant un autre sous-produit du bouddhisme. À côté du temple se trouvent des dortoirs qui abritent étudiant-moines et moines-enseignants.
Le premier Hōryū-ji est complètement détruit par un incendie en 670. Il est reconstruit et même s'il est probablement plus petit que le temple d'origine, le Hōryū-ji d'aujourd'hui est le même dans sa conception que celui construit par Shōtoku. Encore une fois, le temple est reconstruit par des artistes et artisans de Baekje. Les fondations d'une pagode en bronze doré de Baekje correspondent exactement aux fondations du Hōryū-ji. La pagode en bois du Hōryū-ji, ainsi que la Salle d'or, passent pour des chefs-d’œuvre de l'architecture de Baekje du VIIe siècle. Deux autres temples, le Hokki-ji et le Horin-ji, sont également probablement construits par des artisans du royaume de Baekje en Corée.

### Sculptures

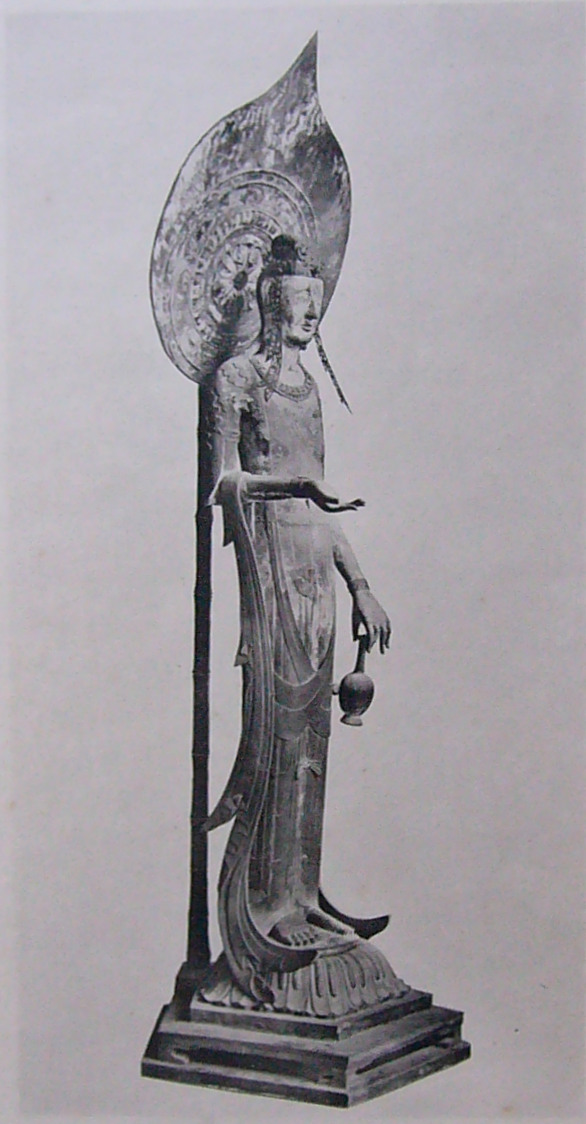
Le Kudara kannon

L'une des plus célèbres de toutes les sculptures bouddhistes de la période Asuka trouvées aujourd'hui au Japon est le Kudara Kannon du Hōryū-ji, ce qui signifie « Guanyin de Baekje » (Kudara est le nom japonais pour le royaume coréen de Baekje). Cette statue en bois a été soit apportée de Baekje soit réalisée par un sculpteur immigrant coréen de Baekje,,. Elle se trouvait autrefois comme figure centrale dans la salle d'or au Hōryū-ji avant d'être transférée dans une chasse de verre au musée du Trésor après qu'un incendie ait détruit une partie de la salle d'or en 1949. 

« Cette mince, grande et gracieuse silhouette fabriquée à partir de bois de camphre est le reflet de l'état le plus distingué de la période des Trois Royaumes. De la couronne ajourée à la conception du piédestal en forme de lotus, la statue révèle la technique supérieure des artistes de Paekche au VIIe siècle.[réf. nécessaire] »

  L'indice premier et déterminant qui indique clairement une œuvre de Baekje est la conception de la couronne qui montre le motif caractéristique du lotus de chèvrefeuille trouvé dans les artefacts enterrés dans la tombe du roi Munyong de Baekje (règne de 501 à 523). Le nombre de saillies à partir des pétales est identique et l'enroulement de la vigne apparaît être le même. Des couronnes d'un type presque identique se trouvent encore en Corée, exécutées à la fois en bronze doré et en granit. Les pendentifs de la couronne indiquent un report des motifs chamanistes tels qu'ils apparaissent sur les couronnes coréennes du Ve siècle. Les bracelets en bronze de Guanyin et ceux des « Quatre Rois célestes » dans la Salle d'or montrent également des signes de techniques de métal ajouré similaires.

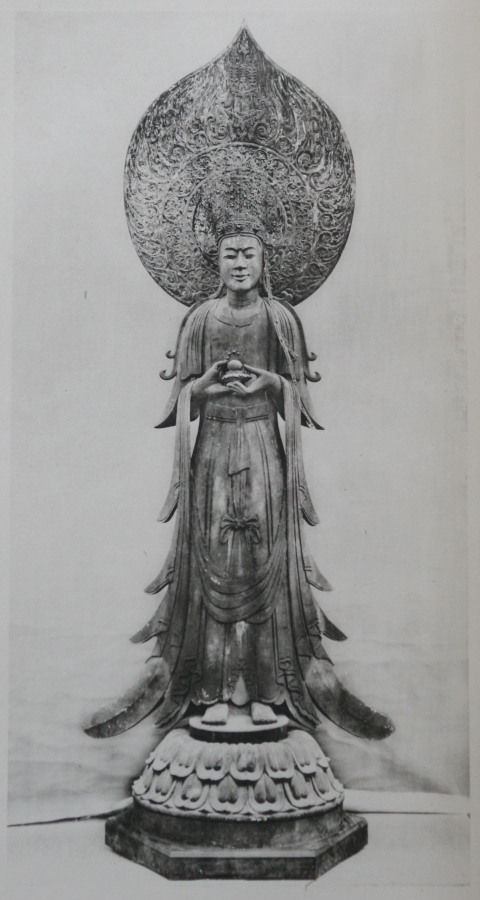
Le Guze Kannon

L'autre statue du Hōryū-ji, le Guze Kannon, est faite en bois doré dans le style coréen. Le Kannon conserve la plupart de son doré. Il est en excellent état car il a été maintenu dans la Salle du rêve (yumedono), enveloppé dans cinq cents mètres de tissu et jamais exposé à la lumière du soleil. La statue, qui provient à l'origine de Baekje, est tenue pour sacrée et restée invisible jusqu'à ce qu'elle soit déballée à la demande d'Ernest Fenollosa, chargé par le gouvernement de cataloguer les œuvres d'art de l'État et plus tard devenu conservateur au musée des beaux-arts de Boston. Fenellosa considère également le Kannon comme étant coréen et décrit le Kudara Kannon comme « le suprême chef-d’œuvre de la création coréenne »,. Selon le Shogeishō (聖冏抄), compilation des anciennes archives et des traditions historiques sur le prince régent japonais Shōtoku Taishi, rédigé par un moine japonais Shogei (ja) (1341-1420), 7e patriarche de la secte Jōdo, le Guze Kannon est une statue qui représente le roi Seong de Baekje, réalisée sur l'ordre du roi suivant, Wideok de Baekje.

D'autres exemples de l'influence de la Corée ont été notées dans le New York Times, dont le journaliste qui contemple les trésors nationaux du Japon en 1974, et dans ces trésors la sculpture Hokan Miroku sculptée au Japon d'après un prototype coréen, et peut-être de Silla, conservée au Kōryū-ji ; 

« C'est aussi un symbole du Japon lui-même et une personnification des qualités souvent utilisées pour définir la japonité dans l'art : simplicité formelle et sérénité émotionnelle. L'admirer constitue une expérience japonaise instantanée. J'ai eu la mienne. Il s'avère cependant que la sculpture du Kōryū-ji n'est pas japonaise du tout. Fondée sur des prototypes coréens, elle a presque certainement été sculptée en Corée et le résultat évident du travail de détective de l'exposition est d'établir que certaines pièces classiques « japonaises » sont en fait coréennes. »

L'un des exemples les plus évidents de l'influence coréenne sur la sculpture japonaise est donc cette statue en bois de Maitreya en méditation, dans le temple de Kōryū-ji, le Miroku Bosatsu. Cette statue semble avoir été interprétée, autour du septième siècle, d'après un prototype coréen contemporain ou de peu antérieur. Mais la pose du Maitreya en méditation, n'est qu'un des motifs de la sculpture bouddhiste aux codes reproduits en tous lieux et à toutes époques, avec de faibles variations bien souvent, comme ici. La comparaison avec d'autres sculptures similaires permet de mesurer les nuances apportées au modèle coréen par le sculpteur japonais.
|  |  |  |  |

Au VIIIe siècle, des groupes de sculpteurs originaires de Baekje et Silla participent à la construction du Tōdai-ji. La statue de bronze du Grand Bouddha au Tōdai-ji est principalement faite par des Coréens. Le Grand Bouddha a été supervisé par un artisan coréen de Baekje, Gongmaryeo (ou Kimimaro en japonais) et de nombreux artisans de Silla y ont travaillé depuis le début du projet. Malgré de grandes difficultés, le Grand Bouddha a finalement été coulé grâce à l'habileté des artisans importés de Silla en 752. Plus encore, la sculpture de Silla semble avoir exercé une influence considérable sur les styles du début de l'époque de Heian au Japon.

### Peinture
En 588, le peintre coréen Baekga (白加) est invité de Baekje au Japon et en 610, le prêtre coréen Damjing arrive de Goguryeo au Japon et enseigne aux Japonais la technique de préparation des pigments et la peinture des matières,.
Au XVe siècle, face à l'esclavage et à la persécution tandis que le néoconfucianisme développe une plus grande emprise au cours de la dynastie Joseon en Corée, de nombreux artistes sympathisants du bouddhisme commencent à migrer vers le Japon. Une fois dans l'archipel, ils continuent à utiliser leurs noms bouddhistes au lieu de leurs noms de naissance (données) ce qui a finalement pour conséquence que leur origine est largement oubliée. Ces artistes épousent par la suite des femmes autochtones et élèvent des enfants qui sont inconscients de leurs origines historiques. Beaucoup d'artistes célèbres au Japon entrent dans cette catégorie. Yi Su-mun, parti au Japon en 1424 pour échapper aux persécutions des bouddhistes, peint le tableau bien connu, « Prise d'un poisson-chat avec une gourde ». Le fameux Tenshō Shūbun du Shokoku-ji arrive également sur le même navire que Yi Su-mun. Le peintre coréen Yi Su-mun, qui, comme artiste en résidence chez la famille de daimyo Asakura d'Echizen au centre du Japon, devait jouer un rôle important dans le développement du lavis japonais. Il est réputé pour avoir été le fondateur de la lignée de peinture du Daitoku-ji, qui atteint son plein développement à l'époque du grand maître zen Ikkyū Sōjun et de ses disciples,.
Les Soga (曽我派), un groupe de peintres japonais actifs du XVe siècle au XVIIIe siècle, prétendent également descendre de la lignée du peintre coréen immigrant Yi Su-mun et certains éléments stylistiques notés dans les peintures de l'école suggèrent en effet une influence coréenne. Muncheong (ou Bunsei en japonais) est un peintre connu seulement par le sceau placé sur ses œuvres conservées au Japon et en Corée, dont on ne peut établir s'il était coréen ou japonais.

## Poterie et porcelaine
Il a été avancé que la poterie de la période Yayoi dérive des dernières céramiques Jomon sous l'influence de la tradition de la poterie commune de la péninsule coréenne. La période Yayoi voit en effet sa définition fondée sur l'apparition de rizières inondées qui correspondent, sur le plan de l'archéologie, avec la fondation de nouveaux villages, de culture mixte Yayoi-coréenne à côté des villages Yayoi. Des tessons de cette poterie coréenne commune ont été découverts dans ces villages.
Au cours de la période Kofun, le savoir-faire relatif à la céramique coréenne, en particulier pour les grès de Gaya et de Silla, de couleur grise, a été importé au nord de Kyushu puis dans tout l'ouest de l'archipel, ou probablement apporté par les immigrants issus de la péninsule qui s'y installent, et ce dès la période du Kofun final (500-600). Les japonais appellent ces céramiques sue ; elles sont réalisées sur place.
Au XVIIe siècle, les Coréens apportent l'art de la porcelaine au Japon. Les potiers coréens établissent également des fours à Karatsu, Arita, Satsuma, Hagi, Takatori, Agano et Yatsushiro au Japon,.

### Porcelaine de Satsuma
Il est documenté que pendant les  invasions de la Corée par Hideyoshi (1592-1598) les forces japonaises ont enlevé un certain nombre d'artisans et artisans coréens, parmi eux un certain nombre de potiers. Peu importe le nombre, il est constant qu'au moins certains potiers coréens ont été emmenés de force de Corée au Japon lors des invasions et ce sont les descendants de ces potiers qui ont commencé la production de la porcelaine de Satsuma.

### Fortifications
Les archéologues japonais se réfèrent aux forteresses d'Ono, de Ki et aux autres comme les forteresses de style coréen en raison de leur ressemblance avec les structures construites sur la péninsule au cours de la même période. La ressemblance n'est pas une coïncidence. Les individus crédités par les chroniques du Japon pour la construction de forteresses étaient tous d'anciens sujets de l'ancien royaume coréen de Baekje. En particulier tout au long de l'ère Tenji, il apparaît que les Japonais ont favorisé les experts en fortification de Baekje et ont mis leurs compétences techniques à profit pour fortifier le Japon contre une éventuelle invasion étrangère.

### Caractères d'imprimerie amovibles
En 1590, les Jésuites introduisent à Nagasaki une presse typographique à caractères mobiles actionnée par deux moines japonais ayant appris la coulée de caractères au Portugal. L'imprimerie à caractères mobiles inventée en Chine au XIe siècle se développe, passant de l'argile à la céramique puis en presse à caractères mobiles à base d'alliage de bronze-cuivre-étain. La technique est encore améliorée en Corée. Toyotomi Hideyoshi rapporte au Japon des imprimeurs coréens et leurs fontes de caractères en 1593 parmi son butin lors de son invasion de la Péninsule (1592-1595),. Cette même année, une presse d'imprimerie à caractères mobiles coréenne est envoyée comme un cadeau pour l'empereur du Japon Go-Yōzei. L'empereur ordonne qu'elle soit utilisée pour imprimer une édition du Classique de la piété filiale:孝経 confucéenne. Quatre ans plus tard en 1597, apparemment en raison de difficultés rencontrées dans la coulée du métal, une version japonaise de la presse coréenne est construite avec des caractères en bois à la place du métal et en 1599 cette presse est utilisée pour imprimer la première partie du Nihon Shoki (« Chronique du Japon »).

## Science
À la suite de l'envoi par l'empereur Kimmei d'ambassadeurs à Baekje en 553, plusieurs devins, médecins et savants calendaires coréens sont envoyés au Japon. Gwalleuk, prêtre et médecin bouddhiste de Baekje, se rend au Japon en 1602, s'installe dans le Genkō-ji (現光寺) d'où il joue un rôle notable dans l'établissement de l'école Sanron (Madhyamaka d'Asie orientale) et instruit plusieurs élèves de la cour dans les mathématiques chinoises d'astronomie et de la science calendaire. Il introduit le système calendaire chinois Yuán Jiā Lì　(元嘉暦) (inventé par Hé Chéng Tiān (何承天) en 443 C.E.) et transmet ses compétences en médecine et pharmacie à des disciples japonais tels que Hinamitachi (日並立) par exemple,.

## Musique
Dans le domaine de l'histoire de la musique japonaise et coréenne, il est bien connu que la Corée antique a influencé la musique ancienne du Japon. Depuis le Ve siècle, les musiciens en provenance de Corée visitent le Japon avec leur musique et leurs instruments. Le Komagaku, littéralement « musique de Corée », désigne les différents types de musique de cour japonaise provenant des Trois Royaumes de Corée. Il se compose de musique purement instrumentale avec des instruments à cordes et à vent (devenus obsolètes) et de musique accompagnée de danse de masque. De nos jours, le komagaku survit seulement comme accompagnement de bugaku et n'est généralement pas joué séparément par l'Agence impériale.

### Instruments
Au VIIIe siècle, le kudaragoto (百済琴, littéralement, « cithare de Baekje »), qui ressemble à la harpe occidentale et provient d'Assyrie, a été introduit au Japon en provenance de Baekje avec la musique coréenne. Comptant vingt-trois cordes, il est conçu pour être joué dans une position verticale. Et la longue cithare à douze cordes shiragigoto a été introduite dès le Ve siècle ou VIe siècle de Silla au Japon. Tous deux sont tombés hors d'usage populaire au début de l'époque de Heian.
Certains instruments de musique traditionnelle japonaise sont originaires de Corée : le komabue est une flûte traversière à six trous d'origine coréenne. Elle est utilisée pour jouer du komagaku et azuma asobi(chants et danses, accompagnés d'un ensemble de morceaux). Le San-no-tsuzumi est un tambour en forme de sablier d'origine coréenne,. Le tambour a deux têtes qui sont frappées en utilisant un seul bâton. Il n'est joué que dans le komagaku.

## Littérature
Plusieurs Zainichi ont joué un rôle actif sur la scène littéraire japonaise à partir de la seconde moitié du XXe siècle.

## Religion
Durant la période Asuka du Japon, moines et érudits du royaume coréen de Baekje servent à la fois de maîtres et de conseillers aux dirigeants du Japon. En 552, le roi Seong de Baekje introduit au Japon un mémorial élogieux comprenant les enseignements du bouddhisme, une image de Shaka Butsu en or et en cuivre et plusieurs volumes des sutras. Après l'entrée de certains artisans, lettrés et artisans de Baekje, l'empereur Kimmei demande aux Coréens de talent d'apprendre la divination, la fabrication du calendrier, la médecine et la littérature. Au cours du VIe siècle, Soga no Umako déploie de grands efforts pour promouvoir le bouddhisme au Japon avec l'aide des royaumes de Goguryeo, Baekje et Silla de Corée.

## Source de la traduction
- (en) Cet article est partiellement ou en totalité issu de l’article de Wikipédia en anglais intitulé « Korean influence on Japanese culture » (voir la liste des auteurs).